# فرودگاه لانیون کوته د گرنیت
فرودگاه لانیون کوته د گرنیت (به انگلیسی: Lannion – Côte de Granit Airport) (به زبان بومی: Aéroport de Lannion - Côte de Granit) یک فرودگاه همگانی با کد یاتا LAI است که یک باند فرود آسفالت دارد و طول باند آن ۱۶۰۲ متر است. این فرودگاه در کشور فرانسه قرار دارد و در ارتفاع ۸۸ متری از سطح دریا واقع شده‌است.

## شرکت‌های هواپیمایی و مقصدهای پروازی
| شرکت‌های هواپیمایی | مقصدهای پروازی |
| ----------------- | -------------- |
| هاپ!              | اورلی          |